# Mr. Pam
Pam Doré, mais conhecida como mr. Pam (São Francisco, Califórnia, 8 de Dezembro de 1972), é uma premiada diretora da indústria pornográfica gay. Abertamente bissexual, ela é a única cinegrafista feminina de filmes e produções gays.
Entre 1996 à 2008, ela trabalhou como cinegrafista e editora para diversos estúdios, entre eles Black Scorpion Video, COLT Studio Group, Hot House Entertainment, Jet Set Men e Studio 2000, ganhando destaque na indústria pornográfica após o programa de entretenimento adulto Tim & Roma! Show.